# جرالد باتریک
جرالد باتریک (انگلیسی: Gerald Battrick; ۲۷ مهٔ ۱۹۴۷ – ۲۶ نوامبر ۱۹۹۸) یک تنیس‌باز اهل بریتانیا بود.